# General Bravo (kommun)
General Bravo är en kommun i Mexiko.   Den ligger i delstaten Nuevo León, i den centrala delen av landet, 700 km norr om huvudstaden Mexico City.
Följande samhällen finns i General Bravo:
- General Bravo
- General Tapia
- Conferín Arizpe